# Армикс
Армикс (фр. Armix) насеље је и општина у источној Француској у региону Рона-Алпи, у департману Ен (Рона-Алпи) која припада префектури Belley.
По подацима из 2011. године у општини је живело 20 становника, а густина насељености је износила 2,93 становника/km². Општина се простире на површини од 6,82 km². Налази се на средњој надморској висини од 720 метара (максималној 1.064 m, а минималној 420 m).

## Демографија
| 1962. | 1968. | 1975. | 1982. | 1990. | 1999. | 2011. |
| ----- | ----- | ----- | ----- | ----- | ----- | ----- |
| 42    | 48    | 33    | 28    | 14    | 15    | 20    |

График промене броја становника у току последњих година